# Katherine Kelly

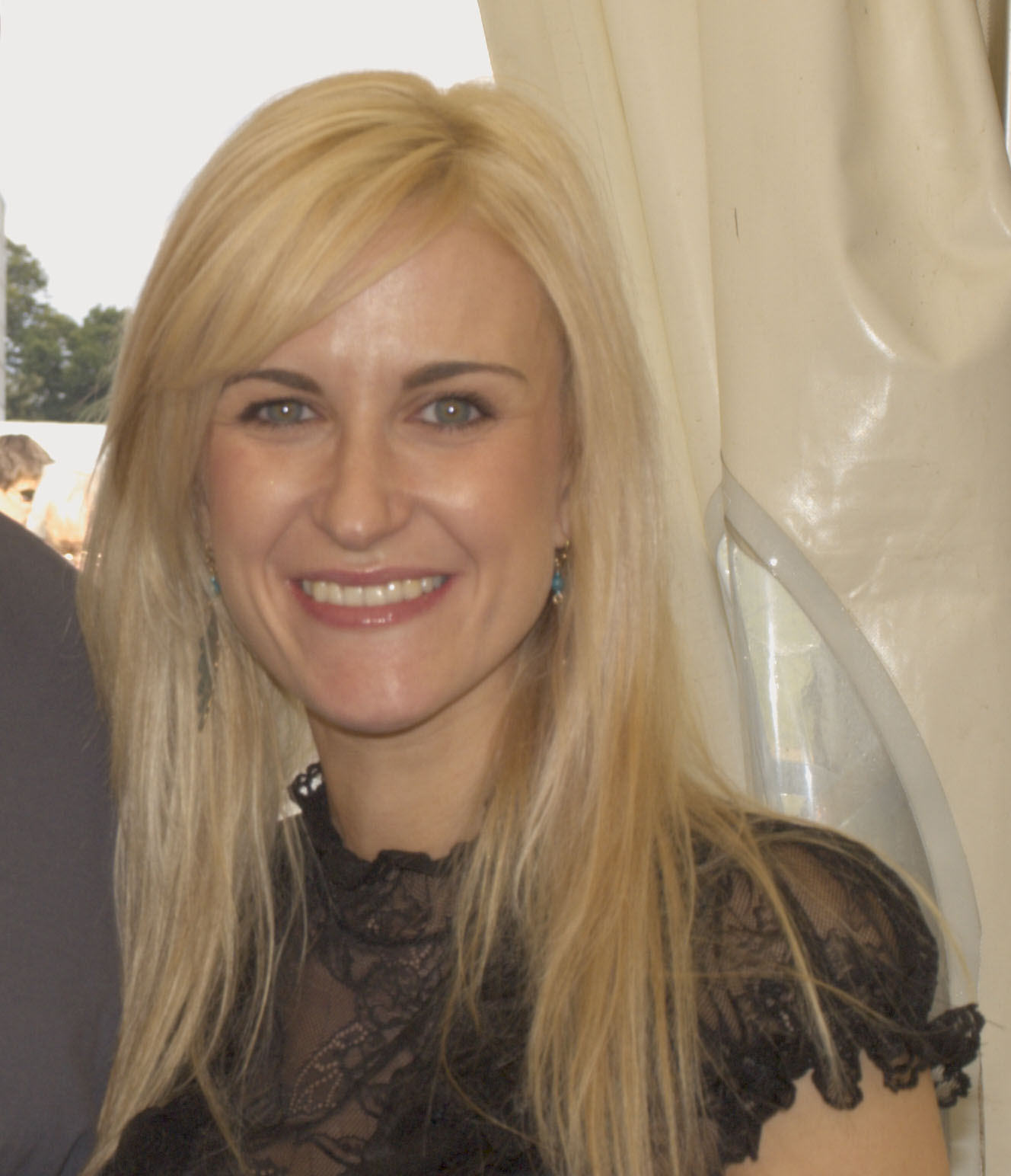
Katherine Kelly, 2008

Katherine Kelly (* 19. November 1979 in Barnsley, South Yorkshire, England) ist eine britische Schauspielerin, bekannt für ihre Rollen in Coronation Street, Mr Selfridge, The Night Manager und Class.

## Leben
Kelly wurde in Yorkshire geboren. Sie wuchs in Barnsley und Wakefield auf und besuchte die Wakefield Girls’ High School. Im Jahr 1998 gründete ihr Vater das Lamproom Theatre in Barnsley. So kam Kelly bereits früh mit der Schauspielerei in Berührung. Als Kelly plante die Universität zu besuchen, zeigte ihr Vater ihr ein Prospekt der Royal Academy of Dramatic Art. Kelly bewarb sich und absolvierte ihre Schauspielausbildung dort. Nach ihrem Abschluss spielte sie bereits Hauptrollen in Theaterproduktionen der Royal Shakespeare Company.
2006 wurde Kelly als Raquel Watts in Coronation Street gecastet. Sie spielte diese Rolle für fast neun Jahre. Für ihre Darstellung in der Serie wurde sie mehrfach ausgezeichnet.
In der Miniserie Him spielte Kelly, 2016, die Mutter eines Jugendlichen mit telekinetischen Kräften. Im selben Jahr war Kelly als DI Jodie Shackleton in sechs Folgen der Fernsehserie Happy Valley – In einer kleinen Stadt zu sehen. In der Serie konnte sie mit ihrem Yorkshire Akzent sprechen, was sie begrüßte. Ende des Jahres wurde die Fernsehserie Class mit Katherine Kelly in einer der Hauptrollen in Großbritannien ausgestrahlt. Kelly spielte eine Physiklehrerin.
Im Deutschen wurde Katherine Kelly unter anderem von Jenny Bischoff (Class), Claudia Gáldy (Happy Valley – In einer kleinen Stadt) und Sabine Arnhold (Mr Selfridge) gesprochen.

## Privatleben
Katherine Kelly hat vier Geschwister. Sie ist verheiratet mit dem Australier Ryan Clark. Das Paar hat zwei Töchter. Die Familie lebt in London.

## Filmografie (Auswahl)
- 2003: Silent Witness (Fernsehserie, 2 Folgen)
- 2003: Last of the Summer Wine  (Fernsehserie, Folge Ancient Eastern Wisdom – An Introduction)
- 2006: Mischief Night
- 2006–2012: Coronation Street (Fernsehserie, 704 Folgen)
- 2013–2016: Mr Selfridge (Fernsehserie, 30 Folgen)
- 2016: Happy Valley – In einer kleinen Stadt (Fernsehserie, 6 Folgen)
- 2016: The Night Manager (Fernsehserie, 3 Folgen)
- 2016: Him (Fernsehserie, 6 Folgen)
- 2016: Class (Fernsehserie, 8 Folgen)
- 2017–2018: Strike Back (Fernsehserie, 6 Folgen)
- 2018: Great Performances (Fernsehserie, Folge The Sound of Music)
- 2019: Dirty God
- 2019: Official Secrets
- 2019: Kat and the Band
- 2019: Cheat (Fernsehserie, 4 Folgen)
- 2019: Gentleman Jack (Fernsehserie, 3 Folgen)
- 2019–2020: Criminal: Vereinigtes Königreich (Fernsehserie, 7 Folgen)
- 2019–2022: Gentleman Jack (Fernsehserie, 7 Folgen)
- 2020: Liar (Fernsehserie, 6 Folgen)
- 2021: Innocent (Fernsehserie, 4 Folgen)
- 2021: Last Train to Christmas
- 2022: Bloods (Fernsehserie, 10 Folgen)
- 2023: Black Ops (Fernsehserie, 2 Folgen)
- 2023: Ruby Speaking (Fernsehserie, 6 Folgen)
- 2023: The Long Shadow (Fernsehserie, Folge 1x01)
- 2024: Unschuldig – Mr. Bates gegen die Post (Mr Bates vs the Post Office, Miniserie)
- 2024: Inside No. 9 (Fernsehserie, Folge 9x04)
- 2024: Protection (Miniserie, 6 Folgen)
- 2025: The Crow Girl (Fernsehserie, 6 Folgen)